# Demand-side platform
Demand-side platform (DSP) – system, który umożliwia zakup powierzchni reklamowej w modelu real-time bidding. Przy pomocy DSP reklamodawcy mogą licytować odsłony na giełdach reklamowych (ang. ad exchange) z wykorzystaniem platform do zarządzania danymi (ang. data management platform).